# 日本視覚学会
日本視覚学会（にほんしかくがっかい、英文名：Vision Society of Japan）は、視覚に関する総合的研究の発展を促進するために設立された学会。
事務局を東京都新宿区に置いている。

## 活動
- 学術集会・講演会・講習会等の開催、機関誌の発行、視覚研究に関する学際的協力および国際的交流など[1]

## 機関誌
- 学会誌『VISION』（1981年～）